# Victor Antoine Signoret
Victor Antoine Signoret (ur. 6 kwietnia 1816 w Paryżu, zm. 3 kwietnia 1889 tamże) – francuski lekarz, farmaceuta i entomolog specjalizujący się w hemipterologii.
Zawodowo pracował jako lekarz i farmaceuta, jednak jego dorobek naukowy dotyczy entomologii. Jest autorem ponad 80 publikacji naukowych, poświęconych głównie taksonomii i faunistyce pluskwiaków. Uznawany jest za pierwszego „wielkiego” kokcydologa, jako że opracował metodę preparacji czerwców na szkiełkach mikroskopowych, pozwalającą na badanie ich morfologii. W 1858 roku wspólnie z Léonem Fairmaire napisał rozdział o pluskwiakach do Histoire naturelle des insectes et des arachnides… Jamesa Thomsona. W 1861 roku opublikował w dwóch częściach faunę pluskwiaków Madagaskaru, a w 1863 roku rewizję fauny chilijskiej. Na polu heteropterologii najbardziej znaną jego pracą jest publikowana w latach 1881–1884 rewizja ziemikowatych. Większość jego zbiorów zdeponowana została w Muzeum Historii Naturalnej w Wiedniu.